# Władysław Ślesicki
Władysław Ślesicki (* 5. Januar 1927 in Warschau; † 9. Dezember 2008 ebenda) war ein polnischer Dokumentar- und Spielfilmregisseur und Drehbuchautor.
Ślesicki nahm in der Zeit der deutschen Besatzung Polens am Warschauer Aufstand teil, war Kommandeur bei den Szare Szeregi und Soldat der Polnischen Heimatarmee. Nach dem Krieg studierte er Kunstgeschichte an der Universität Warschau und von 1955 bis 1959 Regie an der Staatlichen Filmhochschule in Łódź.
Nach dem Abschluss des Studiums arbeitete er im Warschauer Dokumentarfilmstudio, seine eigentliche Bedeutung blieb auch die als Dokumentarfilmer. Erst 1969 entstand sein erster Spielfilm Ruchome piaski (Wanderdünen). Bekannt wurde er durch die Verfilmung von Henryk Sienkiewicz’ Roman W pustyni i w puszczy (Durch Wüste und Dschungel), die allein in Polen mehr als 30 Millionen Zuschauer hatte. Es folgten Droga daleka przed nami... (1980) und Spiewy po rosie (Tod im Netz, 1983). Zu seinen Spielfilmen schrieb Ślesicki die Drehbücher selbst. 1976 erhielt er das Ritterkreuz des Ordens Polonia Restituta, 2007 den Preis der Stowarzyszenie Filmowców Polskich für seine herausragenden künstlerischen Leistungen.